# 1743 Шмит
1743 Schmidt је астероид главног астероидног појаса. Приближан пречник астероида је 17,28 km,
а средња удаљеност астероида од Сунца износи 2,472 астрономских јединица (АЈ).
Инклинација (нагиб) орбите у односу на раван еклиптике је 6,355 степени, а орбитални период износи 1420,213 дана (3,888 године). Ексцентрицитет орбите астероида износи 0,135.
Апсолутна магнитуда астероида износи 12,48 а геометријски албедо 0,060.
Астероид је откривен 24. септембра 1960. године.